# Сен-Пьер-де-Мезаж
Сен-Пьер-де-Мезаж (фр. Saint-Pierre-de-Mésage) — коммуна во Франции, находится в регионе Рона — Альпы. Департамент коммуны — Изер. Входит в состав кантона Визий. Округ коммуны — Гренобль.
Код INSEE коммуны — 38445. Население коммуны на 2007 год составляло 708 человек. Населённый пункт находится на высоте от 289 до 1342 метров над уровнем моря. Муниципалитет расположен на расстоянии около 490 км юго-восточнее Парижа, 95 км юго-восточнее Лиона, 28 км юго-западнее Гренобля. Мэр коммуны — Jean-Claude Vayr, мандат действует на протяжении 2008—2014 гг.
Динамика населения (INSEE):